# Lubiesz (gromada)
Lubiesz – dawna gromada, czyli najmniejsza jednostka podziału terytorialnego Polskiej Rzeczypospolitej Ludowej w latach 1954–1972.
Gromady, z gromadzkimi radami narodowymi (GRN) jako organami władzy najniższego stopnia na wsi, funkcjonowały od reformy reorganizującej administrację wiejską przeprowadzonej jesienią 1954 do momentu ich zniesienia z dniem 1 stycznia 1973, tym samym wypierając organizację gminną w latach 1954–1972.
Gromadę Lubiesz z siedzibą GRN w Lubieszu utworzono – jako jedną z 8759 gromad na obszarze Polski – w powiecie wałeckim w woj. koszalińskim na mocy uchwały nr 43/54 WRN w Koszalinie z dnia 5 października 1954. W skład jednostki weszły obszary dotychczasowych gromad Lubiesz, Marcinkowice, Jamienko, Strzaliny i Zdbowo, ponadto miejscowość Próchnówko z dotychczasowej gromady Próchnowo oraz przysiółek Mączno z dotychczasowej gromady Rutwica – ze zniesionej gminy Lubiesz w tymże powiecie. Dla gromady ustalono 13 członków gromadzkiej rady narodowej.
31 grudnia 1968 do gromady Lubiesz włączono wieś Rutwica ze zniesionej gromady Strączno w tymże powiecie.
31 grudnia 1971 z gromady Lubiesz wyłączono wsie Rutwica i Nagórze, włączając je do gromady Różewo z siedzibą w mieście Wałczu w tymże powiecie, po czym gromadę Lubiesz zniesiono, a jej (pozostały) obszar włączono do gromady Tuczno tamże.